# Busket
Et busket (også bosket, fra fr. bosquet, af ital. boschetto "lille skov", egentlig diminutiv til busk) er en samling af
buske, af og til med enkelte lavere træer i
midten. De finder rig anvendelse såvel i
småhaver som parkanlæg.